# Super League (calcio femminile Cina)
La Chinese Women's Super League, abbreviata in CWSL (中国女子足球超级联赛S) è la massima serie del campionato cinese femminile di calcio, torneo destinato a squadre di club di calcio femminile organizzato dalla Federazione calcistica della Cina (Chinese Football Association - CFA).
Indicato come Chinese Women's National Football League dal 2011 al 2014, dalla stagione 2015 il campionato è costituito da 8 squadre che si affrontano in un girone all'italiana con turni di andata e ritorno tra i mesi di marzo e ottobre. Per ogni incontro, vengono assegnati tre punti alla squadra vincente, uno a testa in caso di pareggio e zero in caso di sconfitta.

## Partecipazioni per squadra
Sono 17 le squadre che hanno preso parte ai 10 campionati di CWSL che sono stati disputati a partire dal 2015 fino alla stagione 2024. In grassetto le squadre che partecipano alla stagione 2024 e in corsivo le squadre che non esistono più.
- 10 volte:  Jiangsu Ladies,  Shanghai Shengli,  Beijing,  Changchun Zhuoyue
- 7 volte:  Wuhan Jiangda,  Shandong Sports Lottery,  Henan Jianye
- 6 volte:  Meizhou Kejia
- 5 volte:  Dalian
- 4 volte:  Hebei CFFC,  Zhejiang
- 3 volte:  Shaanxi Chang'an,  Tianjin Huisen,  Sichuan
- 2 volte:  Bayi,  Chongqing
- 1 volta:  Hainan Qiongzhong

## Storia
Il torneo ebbe inizio nel 1997 con la denominazione (in lingua inglese) Chinese Women's Premier Football League. La denominazione Women's Super League venne adottata per la prima volta nel 2004. Tra le stagioni 2011 e 2014 il torneo venne ridesignato Women's National Football League, interrompendo la procedura di promozione e retrocessione da e verso la serie cadetta a causa della mancanza di squadre e di calciatrici disponibili.
Nel 2015 la federazione cinese decise di rilanciare il torneo, ritornando alla designazione Women's Super League ricostituendo una seconda divisione affiliata, la CWFL, stipulando inoltre un accordo di sponsorizzazione per il titolo, LeTV Holdings Co Ltd. La lega ha firmato un accordo quinquennale con l'azienda di abbigliamento sportivo spagnola Kelme per fornire le tenute di gioco.
Gli investimenti rivolti a club di calcio femminili nazionali hanno avuto un notevole incremento dopo la stagione 2016 con importanti sponsor e investitori aziendali, come Quanjian Group e Guotai Junan Securities, aumentando gli stipendi delle giocatrici e ingaggiando calciatrici di alto profilo dai campionati di primo livello in Europa. Tra queste arrivarono la star della nazionale brasiliana Cristiane al Changchun Zhuoyue di provenienza Paris Saint-Germain, Isabell Herlovsen, nazionale norvegese, nonché campionessa di Svezia con il LSK Kvinner e capocannoniere della Toppserien 2016, allo Jiangsu Suning, e la star della nazionale nigeriana Asisat Oshoala, di provenienza Arsenal, e Gaëlle Enganamouit, star della nazionale camerunese di provenienza Rosengård, al Dalian

## Albo d'oro
- 1983:  Shaanxi (1)
- 1984:  Liaoning (1)
- 1985:  Tianjin (1)
- 1986:  Changchun (1)
- 1987: non disputato
- 1988:  Beijing  Hongshi (1)
- 1989:  Beijing Siji (2)
- 1990:  Beijing (3)
- 1991:  Beijing (4)
- 1992:  Beijing (5)
- 1993: non disputato
- 1994:  Dalian (1)
- 1995:  Shanghai Shengli (1)
- 1996:  Shanghai Shengli (2)
- 1997:  Guangdong Haiyin (1)
- 1998:  Shanghai Shengli (3)
- 1999:  Beijing Chengjian (6)
- 2000:  Shanghai Shengli (4)
- 2001:  Shanghai Shengli (5)
- 2002:  Beijing Chengjian (7)
- 2003:  Shanghai Shengli (6)
- 2004:  Shanghai Shengli (7)
- 2005:  Shanghai Shengli (8)
- 2006:  Shanghai Shengli (9)
- 2007:  Tianjin Huisen (1)
- 2008:  Dalian Shide (2)
- 2009:  Jiangsu Huatai (1)
- 2010:  Shanghai Shengli (10)
- 2011:  Shanghai Shengli (11)
- 2012:  Dalian Shide (3)
- 2013:  Dalian Aerbin (4)
- 2014:  Shanghai Shengli (12)
- 2015:  Shanghai Shengli (13)
- 2016:  Dalian Quanjian (5)
- 2017:  Dalian Quanjian (6)
- 2018:  Dalian Quanjian (7)
- 2019:  Jiangsu Suning (2)
- 2020:  Wuhan Jiangda (1)
- 2021:  Wuhan Jiangda (2)
- 2022:  Wuhan Jiangda (3)
- 2023:  Wuhan Jiangda (4)
- 2024:  Wuhan Jiangda (5)